# Platyeriocheir formosa
Platyeriocheir formosa is een krabbensoort uit de familie van de Varunidae. De wetenschappelijke naam van de soort is voor het eerst geldig gepubliceerd in 1995 door Chan, Hung & Yu.